# Daemonorops serpentina
Daemonorops serpentina är en enhjärtbladig växtart som beskrevs av John Dransfield. Daemonorops serpentina ingår i släktet Daemonorops och familjen Arecaceae. Inga underarter finns listade i Catalogue of Life.